# Satellite Awards 2019
Die 24. Verleihung der Satellite Awards, die die International Press Academy (IPA) jedes Jahr in verschiedenen Film-, Fernseh- und Medienkategorien vergibt, fand am 2. Februar 2020 im L’Ermitage Beverly Hills in Beverly Hills statt. Bei den 24. Satellite Awards wurden Filme und Serien des Jahres 2019 geehrt.
Die Nominierungen wurden am 3. Dezember 2019 bekanntgegeben, die Gewinner am 19. Dezember.

## Sonderauszeichnungen
- Auteur Award (für eine einzigartige Kontrolle über die Filmproduktionselemente) – Edward Norton für Motherless Brooklyn
- Humanitarian Award (für wohltätige Leistungen in der Filmbranche) – Mounia Meddour für Papicha - Der Traum von Freiheit
- Mary Pickford Award (für herausragende Beiträge zur Entertainment-Branche) – Stacy Keach
- Nikola Tesla Award (für innovative Leistungen in der Filmproduktion) – Joe Letteri
- Bester Erster Film (Best First Feature) – Laure de Clermont-Tonnerre für The Mustang
- Stunt Performance Award – Steve Stafford

## Gewinner und Nominierte im Bereich Film
| Film                                | N  | A |
| ----------------------------------- | -- | - |
| Le Mans 66 – Gegen jede Chance      | 10 | 5 |
| Joker                               | 10 | 2 |
| Marriage Story                      | 8  | 2 |
| Rocketman                           | 7  | 2 |
| 1917                                | 7  | 1 |
| Once Upon a Time in Hollywood       | 7  | 1 |
| The Irishman                        | 6  | 0 |
| Leid und Herrlichkeit               | 5  | 0 |
| Die zwei Päpste                     | 5  | 0 |
| The Farewell                        | 4  | 1 |
| Bombshell – Das Ende des Schweigens | 4  | 0 |
| Alita: Battle Angel                 | 3  | 1 |
| Hustlers                            | 3  | 1 |
| Knives Out – Mord ist Familiensache | 3  | 1 |
| Motherless Brooklyn                 | 3  | 1 |
| Der König der Löwen                 | 3  | 0 |
| Parasite                            | 3  | 0 |

### Bester Film – Drama
Le Mans 66 – Gegen jede Chance (Ford v Ferrari)
1917
Bombshell – Das Ende des Schweigens (Bombshell)
Burning Cane
Joker
Der Leuchtturm (The Lighthouse)
Marriage Story
Die zwei Päpste (The Two Popes)

### Bester Film – Komödie oder Musical
Once Upon a Time in Hollywood
The Farewell
Hustlers
Knives Out – Mord ist Familiensache (Knives Out)
Rocketman
Der schwarze Diamant (Uncut Gems)

### Beste Hauptdarstellerin – Drama
Scarlett Johansson – Marriage Story
Cynthia Erivo – Harriet – Der Weg in die Freiheit (Harriet)
Helen Mirren – The Good Liar – Das alte Böse
Charlize Theron – Bombshell – Das Ende des Schweigens (Bombshell)
Alfre Woodard – Clemency
Renée Zellweger – Judy

### Bester Hauptdarsteller – Drama
Christian Bale – Le Mans 66 – Gegen jede Chance (Ford v Ferrari)
Antonio Banderas – Leid und Herrlichkeit (Dolor y gloria)
Adam Driver – Marriage Story
George MacKay – 1917
Joaquin Phoenix – Joker
Mark Ruffalo – Vergiftete Wahrheit (Dark Waters)

### Beste Hauptdarstellerin – Komödie oder Musical
Awkwafina – The Farewell
Ana de Armas – Knives Out – Mord ist Familiensache (Knives Out)
Julianne Moore – Gloria – Das Leben wartet nicht
Constance Wu – Hustlers

### Bester Hauptdarsteller – Komödie oder Musical
Taron Egerton – Rocketman
Daniel Craig – Knives Out – Mord ist Familiensache (Knives Out)
Leonardo DiCaprio – Once Upon a Time in Hollywood
Eddie Murphy – Dolemite Is My Name
Adam Sandler – Der schwarze Diamant (Uncut Gems)
Taika Waititi – Jojo Rabbit

### Beste Nebendarstellerin
Jennifer Lopez – Hustlers
Penélope Cruz – Leid und Herrlichkeit (Dolor y gloria)
Laura Dern – Marriage Story
Nicole Kidman – Bombshell – Das Ende des Schweigens (Bombshell)
Margot Robbie – Bombshell – Das Ende des Schweigens (Bombshell)
Zhao Shuzhen – The Farewell

### Bester Nebendarsteller
Willem Dafoe – Der Leuchtturm (The Lighthouse)
Tom Hanks – Der wunderbare Mr. Rogers (A Beautiful Day in the Neighborhood)
Anthony Hopkins – Die zwei Päpste (The Two Popes)
Joe Pesci – The Irishman
Wendell Pierce – Burning Cane
Brad Pitt – Once Upon a Time in Hollywood

### Bester fremdsprachiger Film
Truth and Justice (Estland)
Atlantique (Senegal)
Bohnenstange (Russland)
Leid und Herrlichkeit (Dolor y gloria) (Spanien)
The Painted Bird (Tschechien)
Parasite (Südkorea)
Porträt einer jungen Frau in Flammen (Portrait de la jeune fille en feu) (Frankreich)
Die Wütenden – Les Misérables (Les Misérables) (Frankreich)

### Bester Film – Animation oder Mixed Media
Der König der Löwen
Alita: Battle Angel
Buñuel – Im Labyrinth der Schildkröten (Buñuel in the Labyrinth of the Turtles)
Drachenzähmen leicht gemacht 3: Die geheime Welt (How to Train Your Dragon: The Hidden World)
Shaun das Schaf – UFO-Alarm (A Shaun the Sheep Movie: Farmageddon)
Toy Story 4
Weathering With You – Das Mädchen, das die Sonne berührte (天気の子 Tenki no Ko)

### Bester Dokumentarfilm
63 Up
The Apollo
Apollo 11
Eine Klinik im Untergrund – The Cave
Citizen K
Für Sama (For Sama)
Land des Honigs (Honeyland)
One Child Nation

### Bester Regisseur
James Mangold – Le Mans 66 – Gegen jede Chance (Ford v Ferrari)
Pedro Almodóvar – Leid und Herrlichkeit (Dolor y gloria)
Noah Baumbach – Marriage Story
Bong Joon-ho – Parasite
Sam Mendes – 1917
Quentin Tarantino – Once Upon a Time in Hollywood

### Bestes Originaldrehbuch
Marriage Story – Noah Baumbach
The Farewell – Lulu Wang
Le Mans 66 – Gegen jede Chance – Jez Butterworth, John-Henry Butterworth und Jason Keller
Once Upon a Time in Hollywood – Quentin Tarantino
Leid und Herrlichkeit – Pedro Almodóvar
Parasite – Bong Joon-ho und Han Jin-won

### Bestes adaptiertes Drehbuch
Joker – Todd Phillips und Scott Silver
Vergiftete Wahrheit (Dark Waters) – Matthew Michael Carnahan, Mario Correa und Nathaniel Rich
The Irishman – Steven Zaillian
Jojo Rabbit – Taika Waititi
Motherless Brooklyn – Edward Norton
Die zwei Päpste (The Two Popes) – Anthony McCarten

### Beste Filmmusik
Joker – Hildur Guðnadóttir
1917 – Thomas Newman
Le Mans 66 – Gegen jede Chance – Marco Beltrami und Buck Sanders
Harriet – Der Weg in die Freiheit (Harriet) – Terence Blanchard
The Irishman – Robbie Robertson
Marriage Story – Randy Newman

### Bester Filmsong
„(I’m Gonna) Love Me Again“ (von Elton John und Bernie Taupin) – Rocketman
„The Ballad of the Lonesome Cowboy“ (von Randy Newman) – Toy Story 4
„Don’t Call Me Angel“ (von Miley Cyrus, Lana Del Rey und Ariana Grande) – 3 Engel für Charlie
„Into the Unknown“ (von Kristen Anderson-Lopez und Robert Lopez) – Die Eiskönigin II
„Spirit“ (von Ilya Salmanzadeh und Timothy Lee McKenzie) – Der König der Löwen
„Swan Song“ (von Dua Lipa, Justin Tranter, Kennedi Lykken, Mattias Larsson, Robin Fredriksson, Thomas Holkenborg) – Alita: Battle Angel

### Beste Kamera
1917 – Roger Deakins
Le Mans 66 – Gegen jede Chance – Phedon Papamichael
The Irishman – Rodrigo Prieto
Joker – Lawrence Sher
Motherless Brooklyn – Dick Pope
Rocketman – George Richmond

### Beste Visuelle Effekte
Alita: Battle Angel – Joe Letteri und Eric Saindon
Avengers: Endgame – Matt Aitken, Dan DeLeeuw, Russell Earl und Daniel Sudick
Le Mans 66 – Gegen jede Chance – Mark R. Byers, Olivier Dumont und Kathy Siegel
The Irishman – Pablo Helman
Joker – Mathew Giampa, Bryan Godwin und Edwin Rivera
Der König der Löwen – Andrew R. Jones, Robert Legato, Elliot Newman und Adam Valdez

### Bester Filmschnitt
Le Mans 66 – Gegen jede Chance (Ford v Ferrari) – Andrew Buckland und Michael McCusker
1917 – Lee Smith
Joker – Jeff Groth
The Irishman – Thelma Schoonmaker
Marriage Story – Jennifer Lame
Rocketman – Christopher Dickens

### Bester Tonschnitt
Le Mans 66 – Gegen jede Chance (Ford v Ferrari) – David Giammarco, Paul Massey, Steven A. Morrow und Donald Sylvester
1917 – Scott Millan, Oliver Tarney, Mark Taylor und Stuart Wilson
Avengers: Endgame – Tom Johnson, Daniel Laurie, Shannon Mills, Juan Peralta und John Pritchett
Joker – Alan Robert Murray, Tom Ozanich und Dean A. Zupancic
Once Upon a Time in Hollywood – Christian P. Minkler, Michael Minkler, Wylie Stateman und Mark Ulano
Rocketman – Matthew Collinge und John Hayes

### Bestes Szenenbild
Motherless Brooklyn – Michael Ahern und Beth Mickle
1917 – Dennis Gassner und Lee Sandales
Le Mans 66 – Gegen jede Chance – François Audouy und Peter Lando
Joker – Laura Ballinger und Mark Friedberg
Once Upon a Time in Hollywood – Nancy Haigh und Barbara Ling
Die zwei Päpste (The Two Popes) – Saverio Sammali und Mark Tildesley

### Bestes Kostümdesign
Dolemite Is My Name – Ruth E. Carter
Downton Abbey – Susannah Buxton, Rosalind Ebbutt, Caroline McCall und Anna Robbins
Joker – Mark Bridges
Judy – Jany Temime
Rocketman – Julian Day
Die zwei Päpste (The Two Popes) – Luca Canfora

### Bestes Ensemble
Knives Out – Mord ist Familiensache (Knives Out)

## Gewinner und Nominierte im Bereich Fernsehen
| Serie                     | N | A |
| ------------------------- | - | - |
| Fleabag                   | 4 | 3 |
| Succession                | 4 | 3 |
| Chernobyl                 | 4 | 2 |
| The Marvelous Mrs. Maisel | 4 | 0 |
| When They See Us          | 4 | 0 |
| The Crown                 | 3 | 1 |
| Fosse/Verdon              | 3 | 1 |
| The Act                   | 3 | 0 |
| Killing Eve               | 3 | 0 |
| The Kominsky Method       | 3 | 0 |
| The Righteous Gemstones   | 3 | 0 |

### Beste Fernsehserie (Drama)
Succession
The Affair
The Crown
Killing Eve
Mindhunter
Mr. Mercedes

### Beste Fernsehserie (Komödie/Musical)
Fleabag
Barry
The Good Place
The Kominsky Method
The Marvelous Mrs. Maisel
The Righteous Gemstones
Matrjoschka (Russian Doll)

### Beste Genre-Serie
Stranger Things
Carnival Row
Game of Thrones
His Dark Materials
The Terror
Watchmen

### Beste Miniserie
Chernobyl
The Act
Fosse/Verdon
Unbelievable
When They See Us
Years and Years

### Bester Fernsehfilm
El Camino: Ein „Breaking Bad“-Film (El Camino: A Breaking Bad Movie)
Brexit – Chronik eines Abschieds (Brexit: The Uncivil War)
Deadwood – Der Film (Deadwood: The Movie)
The Highwaymen

### Bester Darsteller in einer Serie (Drama/Genre)
Tobias Menzies – The Crown
Brian Cox – Succession
Brendan Gleeson – Mr. Mercedes
Jonathan Groff – Mindhunter
Damian Lewis – Billions
Billy Bob Thornton – Goliath

### Beste Darstellerin in einer Serie (Drama/Genre)
Zendaya – Euphoria
Olivia Colman – The Crown
Jodie Comer – Killing Eve
Regina King – Watchmen
Sandra Oh – Killing Eve
Maggie Siff – Billions

### Bester Darsteller in einer Serie (Komödie/Musical)
Thomas Middleditch – Silicon Valley
Ted Danson – The Good Place
Michael Douglas – The Kominsky Method
Bill Hader – Barry
Eugene Levy – Schitt’s Creek
Danny McBride – The Righteous Gemstones

### Beste Darstellerin in einer Serie (Komödie/Musical)
Phoebe Waller-Bridge – Fleabag
Pamela Adlon – Better Things
Christina Applegate – Dead to Me
Alison Brie – GLOW
Rachel Brosnahan – The Marvelous Mrs. Maisel
Natasha Lyonne – Matrjoschka (Russian Doll)
Catherine O’Hara – Schitt’s Creek

### Bester Darsteller in einer Miniserie oder einem Fernsehfilm
Jared Harris – Chernobyl
Russell Crowe – The Loudest Voice
Jharrel Jerome – When They See Us
Aaron Paul – El Camino: Ein „Breaking Bad“-Film (El Camino: A Breaking Bad Movie)
Chris Pine – I Am the Night
Sam Rockwell – Fosse/Verdon

### Beste Darstellerin in einer Miniserie oder einem Fernsehfilm
Michelle Williams – Fosse/Verdon
India Eisley –  I Am the Night
Aunjanue Ellis – When They See Us
Joey King – The Act
Helen Mirren – Catherine the Great
Niecy Nash – When They See Us

### Bester Nebendarsteller in einer Serie, Miniserie oder einem Fernsehfilm
Jeremy Strong – Succession
Alan Arkin – The Kominsky Method
Walton Goggins – The Righteous Gemstones
Dennis Quaid – Goliath
Andrew Scott – Fleabag
Tony Shalhoub – The Marvelous Mrs. Maisel
Stellan Skarsgård – Chernobyl

### Beste Nebendarstellerin in einer Serie, Miniserie oder einem Fernsehfilm
Olivia Colman – Fleabag
Patricia Arquette – The Act
Alex Borstein – The Marvelous Mrs. Maisel
Toni Collette – Unbelievable
Meryl Streep – Big Little Lies
Emily Watson – Chernobyl
Naomi Watts – The Loudest Voice

### Bestes Ensemble
Succession